# Cuando los niños vienen de Marsella
Cuando los niños vienen de Marsella es una película española de 1974 escrita y dirigida por José Luis Sáenz de Heredia.
Se trata de la quinta colaboración de Manolo Escobar con el director José Luis Sáenz de Heredia.También aparecen con papeles principales Antonio Garisa y Sara Lezana, entre otros, y cuenta con la participación del grupo Rumba Tres en una breve actuación musical.
Para la realización del fragmento musical "Soy un pobre presidiario", se contó con Valerio Lazarov, a quien se le agradece su participación en los créditos iniciales.

## Reparto
- Manolo Escobar
- Sara Lezana
- Antonio Garisa
- Tina Sainz
- Luis Varela
- Xan Das Bolas
- Pilar Cansino

## Argumento
En los suburbios de Marsella en una chabola de gitanos, el Rufo (José Guardiola) dispara contra su ex-mujer y su amante. Ella, malherida, pide a Manolo (Manolo Escobar) que coja a sus dos hijos y se los lleve a Córcega a casa de su prima María (Sara Lezana). Una vez allí, al enterarse de que el gobierno francés paga una subvención por cada hijo de los repatriados de Argelia, Manolo y María deciden falsificar su paternidad.